# Doujin Work
Dōjin Work (яп. ドージンワーク До:дзин Ва:ку) — одна из работ мангаки Хироюки, повествующая о буднях людей, которые создают любительскую мангу додзинси. По мотивам манги был выпущен аниме-сериал, премьерный показ которого в Японии состоялся с 4 июля по 19 сентября 2007 года.

## Сюжет
Главная героиня сериала решает заняться рисованием додзинси и заработать уйму денег. Но вот беда — единственный раз, когда она рисовала что-либо, это были рисунки в тетрадях.

## Список персонажей
Надзими Осана (яп. 長菜なじみ осана надзими) — долгое время мечтала о новом велосипеде, но после того, как её выгнали с работы, решила заняться рисованием додзинси. Рисует скверно, но всё время совершенствует себя. В этих начинаниях ей помогает её подруга, Цуюри, и друг детства, Джастис.
Сэйю: Масуми Асано
Цуюри (яп. 露理) — подруга Надзими Осаны. Рисует хентайную мангу об изнасилованиях и подписывается именем «Панцу Революшен». Это с её подачи Надзими решает рисовать додзинси. Любит вставлять непристойные шутки в диалоги Надзими о богатстве.
Сэйю: Момоко Сайто
Джастис (яп. ジャスティス Дзясутису) — друг детства Надзими. Выглядит как представительный мужчина под два метра роста. Носит непромокаемый строгий костюм, в котором ходит везде (даже на пляже). В отрасли додзинси авторитетный человек с многотысячными тиражами. Хотя все свои работы продает задаром — для распространения своих работ, а не для заработка денег.
Сэйю: Хироки Ясумото

## Аниме
Телесериал Doujin Work был снят студией Remic и транслировался в Японии с 4 июля по 9 сентября 2007 года. Режиссёр сериала Ятагай Кэнъити. Каждая серия была разделена на две части: собственно серия и ролики с известными мангаками о том, с чего начать и как рисовать своё додзинси.

### Список серий
1. Her first XXX
2. The Naked Young Lady
3. I…Have Matured…?
4. Please Stop, Master!
5. Let’s Do It Together
6. I’ll Take a Shower First
7. The Scent of a Truly Magnificent BaLa
8. I can see it all!
9. Teary Eyes! Doujin Convention
10. Look at What It’s Become
11. Najimi’s Flying Away
12. I Want to Keep Doing It, I Want to Do It More

### Музыка
Оригинальный саундтрек сериала был анонсирован в Японии 25 июля 2007 года.
- Открывающая композиция — «I~jan! Yūjō» (яп. い～じゃん!友情 и дзян! ю:дзё:, Ладно! Дружба) в исполнении Маки
- Закрывающая композиция — «Yumemiru Otome» (яп. 夢みる乙女 юмэмиру отомэ, Девушка, которая видит сны (мечта)) в исполнении Маи Мидзухаси